# ミラクルレジェンド
ミラクルレジェンド (英: Miracle Legend) は日本の競走馬。主な勝ち鞍はレパードステークス、クイーン賞、レディスプレリュード、JBCレディスクラシック、マリーンカップ、エンプレス杯。馬名は父名の一部を英語にしたもの（キセキ→ミラクル）と母名の一部を合わせた造語。

## 戦績

### 2009年
デビュー戦は8月22日、札幌芝1500mの新馬戦。直線追い込むも6着だった。以後2戦は芝1600mを使うも3着、6着に敗れた。

### 2010年

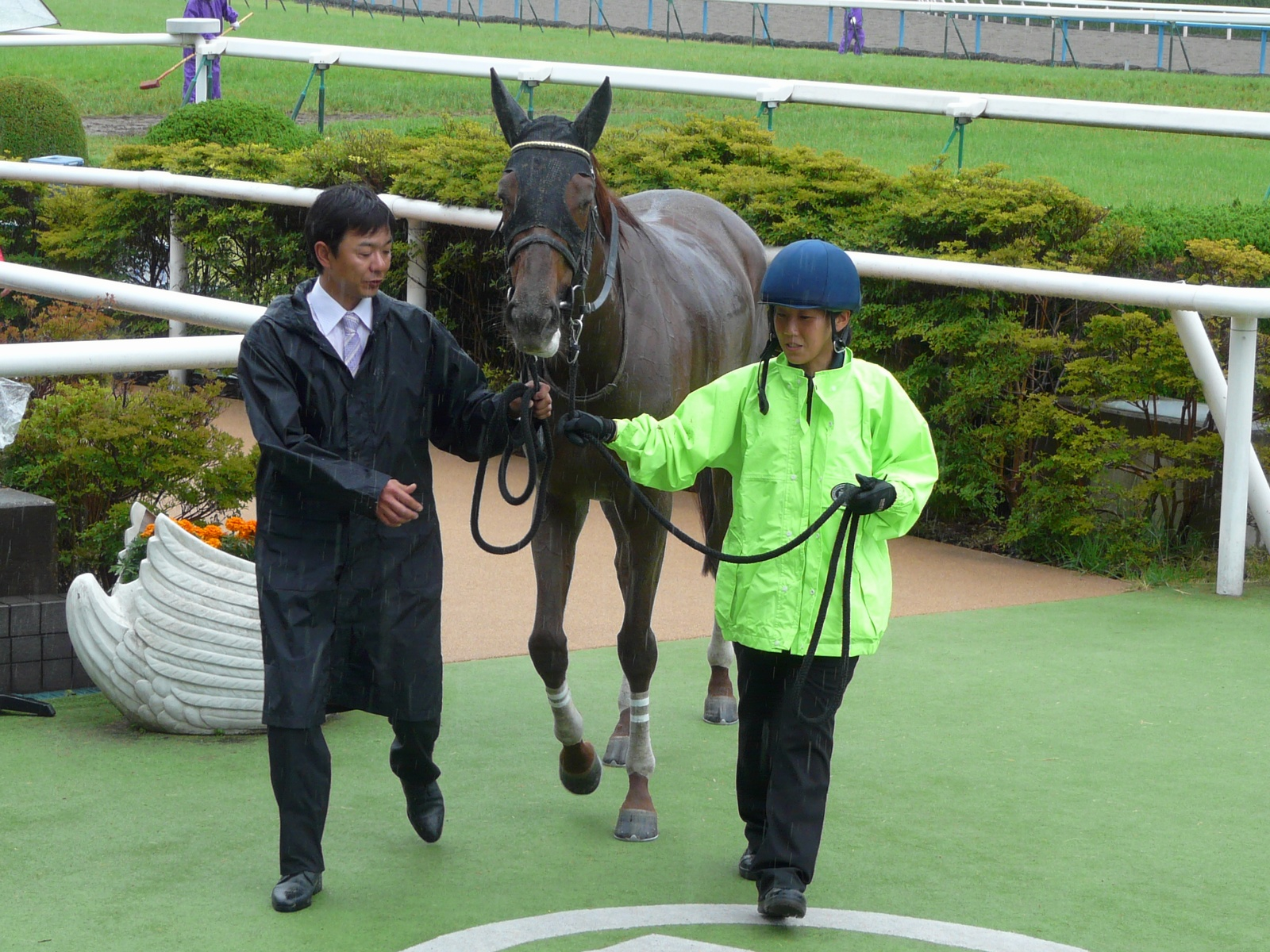
あおぎりS

4ヶ月半の休み明けで初ダート戦となる4月18日の阪神ダート1800mの未勝利戦で直線差しきって初勝利を飾った。続く京都のダート1800mの500万下戦も直線抜け出して勝利。1000万下のあおぎりステークスも差し切って3連勝となった。陣営は初重賞となるジャパンダートダービーは牡馬相手に4着に健闘した。そしてレパードステークスは最後の直線でグリッターウイングとの叩き合いを制し、重賞初勝利を飾った。12月8日船橋のクイーン賞では好位の4・5番手で競馬を進め、マイペースで逃げたザッハーマインを直線半ばで交して1馬身半差で勝利、重賞2連勝となった。

### 2011年
2月2日大井のTCK女王盃では好位追走から脚を伸ばし、直線でラヴェリータとの叩き合いになったが、クビ差で2着に敗れた。3月2日川崎のエンプレス杯は中団から追い込んでラヴェリータ、ブラボーデイジー、プレシャスジェムズとの激しい争いになるが3着。7月18日盛岡のマーキュリーカップでは2番手追走も直線で伸びを欠き5着に敗れる。8月6日新潟の関越ステークスでは好位から抜け出すとウインペンタゴンに1馬身3/4差をつけて勝利した。9月29日大井のレディスプレリュードでは好位6番手に控え、直線残り150m付近でラヴェリータを交わし、重賞3勝目となった。11月3日大井のJBCレディスクラシックでは好位追走から3コーナーで徐々に前へ進出すると直線でラヴェリータとの激しいデッドヒートを制し重賞4勝目、勝ちタイムは1980年にカツアールが記録したタイムを0.3秒更新するコースレコードだった。12月4日のジャパンカップダートでは後方から追い上げてくるものの6着だった。

### 2012年
2月29日のエンプレス杯に出走予定だったが、降雪によって開催中止となる。4月4日のマリーンカップでは後方から差し切って1馬身半の差をつけて勝利した。5月19日の東海ステークスでは中団追走も直線で伸びを欠き5着に敗れる。6月27日の帝王賞は5着、連闘で挑んだスパーキングレディーカップは3着だった。秋のレディスプレリュードとJBCレディスクラシックはいずれも1番人気に応えて連覇を果たした。しかし暮れのジャパンカップダートは後方から追い上げるも6着だった。

### 2013年
1月20日の東海ステークスは後方から追い込むが6着。そして引退レースとなったエンプレス杯は1番人気に応えて勝利し、引退に花を添えた。3月2日で競走馬登録を抹消。引退後は生まれ故郷の社台ファームで繁殖生活に入る。

## エピソード
2011年3月11日に発生した東日本大震災当日、本馬は宮城県山元町の山元トレーニングセンターに滞在していた。幸い、本馬を含めて滞在中の馬には被害がなかったものの、水道や電気の止まったために他の牧場へと避難した。栗東トレーニングセンターへ戻ったのち、同年11月のJBCレディスクラシックを勝利するなど活躍。管理する藤原英昭調教師は「震災を乗り越えて、重賞をいくつも勝ったんだからな。鉄の女や」と讃えている。

## 競走成績
| 年月日     | 競馬場 | 競走名                | 格       | 頭数               | オッズ （人気）    | オッズ （人気）    | 着順               | 騎手               | 斤量 [kg]          | 距離（馬場）       | タイム （上り3F）  | タイム 差          | 勝ち馬/（2着馬）       |
| ---------- | ------ | --------------------- | -------- | ------------------ | ------------------ | ------------------ | ------------------ | ------------------ | ------------------ | ------------------ | ------------------ | ------------------ | ---------------------- |
| 2009.08.22 | 札幌   | 2歳新馬               |          | 14                 | 05.3               | （2人）            | 6着                | 岩田康誠           | 54                 | 芝1500m（良）      | 01:31.4 (34.6)     | -0.7               | ニシノモレッタ         |
| 0000.10.31 | 京都   | 2歳未勝利             |          | 13                 | 02.6               | （2人）            | 3着                | 岩田康誠           | 54                 | 芝1600m（良）      | 01:35.1 (35.9)     | -0.3               | カスクドール           |
| 0000.11.29 | 京都   | 2歳未勝利             |          | 18                 | 06.4               | （4人）            | 6着                | 藤田伸二           | 54                 | 芝1600m（良）      | 01:35.8 (35.8)     | -0.5               | シーキングフェイム     |
| 2010.04.18 | 阪神   | 3歳未勝利             |          | 15                 | 02.2               | （1人）            | 1着                | 国分恭介           | 52                 | ダ1800m（稍）      | 01:54.9 (36.9)     | -0.8               | （ヤマニンビサージュ） |
| 0000.05.08 | 京都   | 3歳500万下            |          | 15                 | 05.3               | （3人）            | 1着                | 岩田康誠           | 54                 | ダ1800m（稍）      | 01:52.9 (36.5)     | -0.2               | （タガノジンガロ）     |
| 0000.06.13 | 京都   | あおぎりS             | 1000万下 | 15                 | 23.7               | （7人）            | 1着                | 岩田康誠           | 54                 | ダ1800m（良）      | 01:51.2 (36.6)     | -0.2               | （ナリタスプリング）   |
| 0000.07.14 | 大井   | ジャパンDダービー     | JpnI     | 12                 | 09.3               | （4人）            | 4着                | 岩田康誠           | 56                 | ダ2000m（重）      | 02:05.3 (37.2)     | -0.1               | マグニフィカ           |
| 0000.08.22 | 新潟   | レパードS             | 重賞     | 13                 | 03.3               | （2人）            | 1着                | 北村宏司           | 54                 | ダ1800m（良）      | 01:51.8 (37.2)     | -0.0               | （グリッターウイング） |
| 0000.12.08 | 船橋   | クイーン賞            | JpnIII   | 14                 | 03.3               | （2人）            | 1着                | 岩田康誠           | 55                 | ダ1800m（重）      | 01:52.5 (38.3)     | -0.3               | （ザッハーマイン）     |
| 2011.02.02 | 大井   | TCK女王盃             | JpnIII   | 16                 | 01.7               | （1人）            | 2着                | 岩田康誠           | 55                 | ダ1800m（良）      | 01:52.4 (36.3)     | -0.0               | ラヴェリータ           |
| 0000.03.02 | 川崎   | エンプレス杯          | JpnII    | 12                 | 02.0               | （2人）            | 3着                | C.デムーロ         | 54                 | ダ2100m（不）      | 02:15.4 (36.8)     | -0.1               | ラヴェリータ           |
| 0000.07.18 | 盛岡   | マーキュリーC         | JpnIII   | 8                  | 03.1               | （2人）            | 5着                | 岩田康誠           | 53                 | ダ2000m（良）      | 02:06.5 (38.0)     | -2.3               | ゴルトブリッツ         |
| 0000.08.06 | 新潟   | 関越S                 | OP       | 13                 | 04.5               | （2人）            | 1着                | 北村宏司           | 55                 | ダ1800m（良）      | 01:50.0 (36.6)     | -0.3               | （ウインペンタゴン）   |
| 0000.09.29 | 大井   | レディスプレリュード  | 重賞     | 16                 | 03.3               | （2人）            | 1着                | 岩田康誠           | 56                 | ダ1800m（良）      | 01:50.8 (36.2)     | -0.3               | （ラヴェリータ）       |
| 0000.11.03 | 大井   | JBCレディスクラシック | 重賞     | 13                 | 02.0               | （2人）            | 1着                | 岩田康誠           | 55                 | ダ1800m（良）      | R1:49.6 (35.9)     | -0.1               | （ラヴェリータ）       |
| 0000.12.04 | 阪神   | ジャパンCダート       | GI       | 16                 | 20.7               | （6人）            | 6着                | 岩田康誠           | 55                 | ダ1800m（良）      | 01:51.1 (37.1)     | -0.5               | トランセンド           |
| 2012.02.29 | 川崎   | エンプレス杯          | JpnII    | 降雪により開催中止 | 降雪により開催中止 | 降雪により開催中止 | 降雪により開催中止 | 降雪により開催中止 | 降雪により開催中止 | 降雪により開催中止 | 降雪により開催中止 | 降雪により開催中止 | 降雪により開催中止     |
| 0000.04.04 | 船橋   | マリーンC             | JpnIII   | 13                 | 01.6               | （1人）            | 1着                | 岩田康誠           | 56                 | ダ1600m（重）      | 01:40.3 (37.8)     | -0.2               | （クラーベセクレタ）   |
| 0000.05.19 | 京都   | 東海S                 | GII      | 15                 | 04.1               | （2人）            | 5着                | C.ウィリアムズ     | 54                 | ダ1900m（良）      | 01:56.6 (36.1)     | -0.2               | ソリタリーキング       |
| 0000.06.27 | 大井   | 帝王賞                | JpnI     | 13                 | 12.0               | （5人）            | 5着                | 内田博幸           | 55                 | ダ2000m（良）      | 02:04.3 (37.6)     | -1.3               | ゴルトブリッツ         |
| 0000.07.04 | 川崎   | スパーキングレディーC | JpnIII   | 11                 | 01.8               | （1人）            | 3着                | 岩田康誠           | 56                 | ダ1600m（重）      | 01:39.6 (37.4)     | -0.3               | スティールパス         |
| 0000.10.04 | 大井   | レディスプレリュード  | 重賞     | 13                 | 01.4               | （1人）            | 1着                | 岩田康誠           | 56                 | ダ1800m（不）      | 01:54.0 (37.3)     | -0.3               | （プリンセスペスカ）   |
| 0000.11.05 | 川崎   | JBCレディスクラシック | 重賞     | 12                 | 01.4               | （1人）            | 1着                | 岩田康誠           | 55                 | ダ1600m（良）      | 01:40.7 (38.3)     | -0.2               | （クラーベセクレタ）   |
| 0000.12.02 | 阪神   | ジャパンCダート       | GI       | 16                 | 98.3               | （14人）           | 6着                | 川田将雅           | 55                 | ダ1800m（良）      | 01:50.1 (36.8)     | -1.3               | ニホンピロアワーズ     |
| 2013.01.20 | 中京   | 東海S                 | GII      | 16                 | 13.5               | （6人）            | 6着                | 岩田康誠           | 54                 | ダ1800m（良）      | 01:51.6 (37.3)     | -0.6               | グレープブランデー     |
| 0000.02.27 | 川崎   | エンプレス杯          | JpnII    | 11                 | 01.1               | （1人）            | 1着                | 岩田康誠           | 55                 | ダ2100m（稍）      | 02:15.9 (38.5)     | -0.3               | （エミーズパラダイス） |

- タイム欄のRはレコード勝ちを示す。

## 繁殖成績
|        | 馬名               | 生年   | 性     | 毛色   | 父                     | 馬主                                 | 厩舎                                           | 戦績                  | 勝ち鞍                                                  | 出典   |
| ------ | ------------------ | ------ | ------ | ------ | ---------------------- | ------------------------------------ | ---------------------------------------------- | --------------------- | ------------------------------------------------------- | ------ |
| 初仔   | コンプリートベスト | 2014年 | 牝     | 鹿毛   | エンパイアメーカー     | 吉田照哉                             | 栗東・佐々木晶三                               | 17戦3勝（引退）       |                                                         | [ 6 ]  |
| 2番仔  | グレートタイム     | 2015年 | 牡     | 黒鹿毛 | キングカメハメハ       | 金子真人ホールディングス（株）       | 栗東・藤原英昭                                 | 31戦5勝（引退）       | 2020年:夏至ステークス（3勝） 2021年:ブラジルカップ（L） | [ 9 ]  |
| 3番仔  | エターナルディーバ | 2016年 | 牝     | 栗毛   | キングカメハメハ       | （有）社台レースホース               | 栗東・清水久詞                                 | 15戦1勝（引退・繁殖） |                                                         | [ 10 ] |
| 4番仔  | サトノアレックス   | 2017年 | 牡 →騸 | 栗毛   | ヘニーヒューズ         | （株）サトミホースカンパニー →里見治 | 美浦・古賀慎明 →高知・打越勇児 →佐賀・真島正徳 | 46戦6勝（現役）       |                                                         | [ 11 ] |
| 5番仔  | ラブオブマイライフ | 2018年 | 牝     | 栗毛   | キングカメハメハ       | 吉田千津                             | 栗東・長谷川浩大 →船橋・山下貴之               | 10戦3勝（引退・繁殖） |                                                         | [ 12 ] |
| 6番仔  | タヒチアンダンス   | 2019年 | 牝     | 栗毛   | キングカメハメハ       | 吉田照哉                             | 美浦・加藤征弘                                 | 9戦3勝（引退・繁殖）  |                                                         | [ 13 ] |
| 7番仔  | ミラクルティアラ   | 2020年 | 牝     | 栗毛   | ヘニーヒューズ         | （株）グリーンファーム               | 美浦・加用正                                   | 19戦4勝（引退）       | 2023年:大通公園特別（2勝） 2024年上総ステークス（3勝）  | [ 14 ] |
| 8番仔  | レジェンダイズ     | 2022年 | 騸     | 栗毛   | マインドユアビスケッツ | （有）社台レースホース               | 美浦・黒岩陽一                                 | 3戦0勝（現役）        |                                                         | [ 15 ] |
| 10番仔 | シャフメラン       | 2023年 | 牝     | 栗毛   | ドレフォン             |                                      |                                                | （デビュー前）        |                                                         | [ 16 ] |
| 11番仔 |                    | 2024年 | 牡     | 鹿毛   | マインドユアビスケッツ |                                      |                                                |                       |                                                         | [ 17 ] |

- 情報は2025年4月18日現在[18][19]。

## 血統表
| ミラクルレジェンドの血統                                    | ミラクルレジェンドの血統                                      | ミラクルレジェンドの血統    | （血統表の出典）            | （血統表の出典） |
| 父系                                                        | サンデーサイレンス系                                          | サンデーサイレンス系        | サンデーサイレンス系        | [ § 2 ]          |
| 父 フジキセキ 1992 青鹿毛 北海道千歳市                      | 父の父*サンデーサイレンス Sunday Silence 1986 青鹿毛 アメリカ | Halo                        | Hail to Reason              | Hail to Reason   |
| 父 フジキセキ 1992 青鹿毛 北海道千歳市                      | 父の父*サンデーサイレンス Sunday Silence 1986 青鹿毛 アメリカ | Halo                        | Cosmah                      |                  |
| 父 フジキセキ 1992 青鹿毛 北海道千歳市                      | 父の父*サンデーサイレンス Sunday Silence 1986 青鹿毛 アメリカ | Wishing Well                | Understanding               | Understanding    |
| 父 フジキセキ 1992 青鹿毛 北海道千歳市                      | 父の父*サンデーサイレンス Sunday Silence 1986 青鹿毛 アメリカ | Wishing Well                | Mountain Flower             |                  |
| 父 フジキセキ 1992 青鹿毛 北海道千歳市                      | 父の母*ミルレーサー Millracer 1983 鹿毛 アメリカ              | Le Fabuleux                 | Wild Risk                   | Wild Risk        |
| 父 フジキセキ 1992 青鹿毛 北海道千歳市                      | 父の母*ミルレーサー Millracer 1983 鹿毛 アメリカ              | Le Fabuleux                 | Anguar                      |                  |
| 父 フジキセキ 1992 青鹿毛 北海道千歳市                      | 父の母*ミルレーサー Millracer 1983 鹿毛 アメリカ              | Marston's Mill              | In Reality                  | In Reality       |
| 父 フジキセキ 1992 青鹿毛 北海道千歳市                      | 父の母*ミルレーサー Millracer 1983 鹿毛 アメリカ              | Marston's Mill              | Millicent                   |                  |
| 母 *パーソナルレジェンド Personal Legend 2000 栗毛 アメリカ | 母の父Awesome Again 1994 鹿毛                                 | Deputy Minister             | Vice Regent                 | Vice Regent      |
| 母 *パーソナルレジェンド Personal Legend 2000 栗毛 アメリカ | 母の父Awesome Again 1994 鹿毛                                 | Deputy Minister             | Mint Copy                   |                  |
| 母 *パーソナルレジェンド Personal Legend 2000 栗毛 アメリカ | 母の父Awesome Again 1994 鹿毛                                 | Primal Force                | Blushing Groom              | Blushing Groom   |
| 母 *パーソナルレジェンド Personal Legend 2000 栗毛 アメリカ | 母の父Awesome Again 1994 鹿毛                                 | Primal Force                | Prime Prospect              |                  |
| 母 *パーソナルレジェンド Personal Legend 2000 栗毛 アメリカ | 母の母Highland Legend 1991 栗毛                               | Storm Bird                  | Northern Dancer             | Northern Dancer  |
| 母 *パーソナルレジェンド Personal Legend 2000 栗毛 アメリカ | 母の母Highland Legend 1991 栗毛                               | Storm Bird                  | South Ocean                 |                  |
| 母 *パーソナルレジェンド Personal Legend 2000 栗毛 アメリカ | 母の母Highland Legend 1991 栗毛                               | Santella                    | Coastal                     | Coastal          |
| 母 *パーソナルレジェンド Personal Legend 2000 栗毛 アメリカ | 母の母Highland Legend 1991 栗毛                               | Santella                    | Santa Quilla                |                  |
| 母系(F-No.)                                                 | (FN:20)                                                       | (FN:20)                     | (FN:20)                     | [ § 3 ]          |
| 5代内の近親交配                                             | Northern Dancer 5･4（母内）                                   | Northern Dancer 5･4（母内） | Northern Dancer 5･4（母内） | [ § 4 ]          |
| 出典                                                        | 1. 2. 3. 4.                                                   | 1. 2. 3. 4.                 | 1. 2. 3. 4.                 | 1. 2. 3. 4.      |

- 母のパーソナルレジェンドはターンバックジアラームHの勝ち馬。
- 半弟に東京大賞典優勝馬ローマンレジェンド（父スペシャルウィーク）がいる。
- 4代母のSanta Quillaの産駒にブルックリンH勝ち馬のSilver Supreme。孫に全欧古馬・全欧3歳牝馬チャンピオンのMiesque、曾孫にMiesqueの仔であるKingmamboとEast of the Moonがいる。
- 近親に香港マイルなどを勝ったGood Ba Baや阪神3歳牝馬ステークス2着のキュンティアとその仔でファンタジーステークスを勝ったオディールがいる。